# Detlef Raugust
Detlef Raugust (né le 26 août 1954 à Magdebourg) est un footballeur est-allemand des années 1970 et 1980. Il fut international est-allemand à 3 reprises (1978-1979) pour aucun but inscrit. Il joua contre la Suisse et contre l'Irak (2 matchs). Il fut titulaire lors de la finale de la Coupe d'Europe des vainqueurs de coupe en 1974, contre le Milan AC.

## Clubs
- 1972-1986 :  1.FC Magdebourg

## Palmarès
- Coupe d'Europe des vainqueurs de coupe

- - Vainqueur en 1974
- Championnat de RDA de football
  - Champion en 1972, en 1974 et en 1975
- Coupe d'Allemagne de l'Est de football
  - Vainqueur en 1973, en 1978, en 1979 et en 1983